# Yahia Djilali
Pour les articles homonymes, voir Djilali.
Yahia Djilali (en arabe : يحي جيلالي) est un footballeur algérien né le 14 mars 1975 à Tiaret. Il évoluait au poste de défenseur central.

## Biographie
Il évolue en première division algérienne avec les clubs, du CS Constantine et de l'AS Khroub. Il dispute 57 matchs en inscrivant trois buts en Ligue 1.